# Fredrik Smulter
Fredrik Smulter, född 12 juni 1983 i Malax i Finland, är en finlandssvensk styrkelyftare och tidigare  världsrekordhållare i bänkpress.
Smulter vann världsmästerskapet i bänkpress åren 2009, 2012, 2014 och 2015. År 2014 vann han i +120 kg:s klassen med det nya världsrekordet 400 kilogram och blev en världskänd. Det gällande världsrekordet var 375 kilogram när Smulter begärde upp 400 kilogram på stången och blev den första dopingtestade idrottaren i världen som nådde drömgränsen. Vid världsmästerskapet i Sundsvall år 2015 förbättrade han världsrekordet till 401 kilogram och tog sitt fjärde VM-guld.
Smulter tilldelades den Finlandssvenska bragdmedaljen två gånger, dels år 2009 då han blev världsmästare och dels år 2017 då han meddelat att han avslutar karriären.
År 2020 rankades Smulter som nummer 28 på Svenska Yle:s lista över Svenskfinlands 50 största idrottshjältar genom tiderna.
Efter lyftkarriären har Smulter varit tränare för ishockeyklubben Malax IF under fyra säsonger och sedan 2022 talangscout för Örebro HK.